# Lisette Thöne
Lisette-Josefine Thöne (* 2. März 1988 in Neuss) ist als Sportsoldatin eine deutsche Bobsportlerin (2015 Weltmeisterin) und ehemalige Leichtathletin.

## Karriere

### Leichtathletik
Ihre sportliche Karriere begann Thöne auf nationaler Ebene im Leichtathletik-Junioren- und -U23-Kader im Weitsprung, 100-Meter- und 60-Meter-Lauf. Bei den Junioren-Nationalmeisterschaften trat sie 2006 und 2007 im Weitsprung an sowie bei den deutschen U23-Meisterschaften von 2004 bis 2008.

### Bobsport
Als Thöne sich im Jahre 2010 aus der Leichtathletik zurückzog, fasste sie im Bobsport Fuß. Sie begann professionell als Anschieberin im Zweierbob in der deutschen Nationalmannschaft und debütierte im November 2010 im Wettbewerb um den Europapokal in Altenberg, den sie mit Anja Schneiderheinze als Pilotin gewinnen konnte. Am 2. Dezember 2011 nahm sie in der Saison 2011/12 am Weltcup in Igls teil, wo sie sich ebenfalls mit Schneiderheinze gegen die Kontrahentinnen durchsetzen konnte. In derselben Saison gewann Thöne auch den Weltcup in St. Moritz. Ihren zweiten Europapokal konnte sie 2014/15 in Innsbruck-Igls gewinnen.
Thöne war sowohl bei den Olympischen Winterspielen 2014 in Sotschi als auch den 2018 in Pyeongchang als Reservistin (P-Akkreditierung) für die deutschen Frauenbobs nominiert, kam aber nicht in den Wettbewerben zum Einsatz. Bei den Weltmeisterschaften in St. Moritz 2013 konnte sie im Zweierbob den fünften Platz erringen. Zusammen mit Cathleen Martini gewann sie die Goldmedaille im Teamwettbewerb Zweierbob bei der Weltmeisterschaft in Winterberg 2015.

## Erfolge
Weltmeisterschaft (Teamwertung) 1 Zweierbob Damen
| Nr. | Datum        | Ort        | Bahn                 |
| --- | ------------ | ---------- | -------------------- |
| 1.  | 1. März 2015 | Winterberg | Bobbahn Winterberg 2 |

Weltcupsiege Zweierbob Damen
| Nr. | Datum         | Ort            | Bahn                                  |
| --- | ------------- | -------------- | ------------------------------------- |
| 1.  | 2. Dez. 2011  | Innsbruck-Igls | Olympia Eiskanal Igls 1               |
| 2.  | 20. Jan. 2012 | St. Moritz     | Olympia Bob Run St. Moritz–Celerina 1 |

Europapokalsiege Zweierbob Damen
| Nr. | Datum         | Ort            | Bahn                                   |
| --- | ------------- | -------------- | -------------------------------------- |
| 1.  | 16. Dez. 2010 | Altenberg      | Rennschlitten- und Bobbahn Altenberg 1 |
| 2.  | 13. Nov. 2014 | Innsbruck-Igls | Olympia Eiskanal Igls 1                |